# Tivenys
Tivenys – gmina w Hiszpanii, w prowincji Tarragona, w Katalonii, o powierzchni 53,5 km². W 2011 roku gmina liczyła 914 mieszkańców.